# Adalbert Rusnak
Adalbert Adalbertowycz Rusnak, ukr. Адальберт Адальбертович Руснак, ros. Адальберт Адальбертович Руснак, Adalbiert Adalbiertowicz Rusnak (ur. 3 kwietnia 1946 w Tiaczowie) – ukraiński piłkarz grający na pozycji obrońcy, trener piłkarski.

## Kariera piłkarska

### Kariera klubowa
Wychowanek Szkoły Sportowej w Tiaczowie. Pierwszy trener L.L. Bejresz. W 1965 rozpoczął karierę piłkarską w studenckim klubie Burewisnyk Kamieniec Podolski w czasie studiów w Instytucie Pedagogicznym w Kamieńcu Podolskim. W 1970 po zakończeniu studiów przeniósł się do Chmielnickiego, gdzie bronił barw Dynama Chmielnicki. W 1972 występował w Bukowynie Czerniowce, ale potem wrócił do Dynama Chmielnicki. W 1974 po doznaniu ciężkiej kontuzji nogi był zmuszony zakończyć karierę piłkarską.

## Kariera trenerska
Po zakończeniu kariery piłkarza natychmiast rozpoczął karierę szkoleniowca. Trenował w klubie sportowym Narodowego Uniwersytetu w Chmielnickim. W 1976 roku został wykładowcą na wydziale zdrowia człowieka i wychowania fizycznego tej samej uczelni. W 2000 otrzymał dyplom honorowy Ministerstwa Edukacji i Nauki Ukrainy za osobisty wkład w rozwój kultury fizycznej i sportu wśród studentów Uniwersytetu, miasta i regionu. A w 2002 roku został odznaczony odznaką „Za zasługi dla oświaty Ukrainy”. W 2010 roku futsalowy klub Podilla-Uniwersytet Chmielnicki kierowany przez Adalberta Rusnaka zwyciężył w II lidze mistrzostw Ukrainy w futsalu oraz dotarł do finału Pucharu Ukrainy w strefie zachodniej.

## Sukcesy i odznaczenia

### Sukcesy trenerskie
Podilla-Uniwersytet Chmielnicki
- mistrz II ligi mistrzostw Ukrainy w futsalu: 2010
- finalista Pucharu Ukrainy: 2010 (strefa zachodnia)